# Suhoi Su-24
Suhoi Su-24 (NATO: Fencer) este un avion de bombardament/atac la sol supersonic, biloc, bimotor, cu aripi cu geometrie variabilă introdus de Uniunea Sovietică în 1974. A fost primul avion sovietic cu sistem digital integrat de navigație/atac.

## Caracteristici

Schiță SUHOI Su-24 FENCER

- Echipaj: 2 (pilot și operator armament)
- Lungime: 22,53 m
- Anvergură: 10,37 m, cu aripile extinse 17,64 m
- Înălțime: 6,19 m
- Greutate proprie: 22.300 kg
- Greutate cu încărcătură maximă: 38.040 kg
- Putere motor: 43.755 kg

## Performanțe
- Viteză maximă: 1,315 km/h (1,08 Mach) la nivelul mării, 1.654 km/h la mare altitudine
- Rază de acțiune: 615 km în misiune cu încărcătură de 3.000 kg
- Altitudine maximă: 11.000 m
- Viteză ascensională: 150 m/s

## Armament
- 1 tun rotativ Griazev-Șipunov GSh-6-23 de 23 mm, cu 500 proiectile
- 8 puncte de acroșare, care pot purta:
  - 4 rachete radioghidate tip Kh-23/23M
  - 4 rachete ghidate cu laser tip Kh-25ML
  - 3 rachete ghidate cu laser/TV tip Kh-29L/T aer-suprafață
  - 2 rachete ghidate cu TV tip Kh-59 sau Kh-59ME
  - rachete antinavă Kh-31A
  - rachete ghidate cu laser tip S-25LD
  - bombe ghidate TV tip KAB-500KR și ghidate cu laser KAB-500L
- lansatoare de rachete neghidate cu rachete 240 mm tipul S-24B sau de 340 mm tipul S-25-OFM
- bombe de tipurile AB-100, AB-250 M54 sau M62 și AB-500M-54
- bombe termobarice ODAB-500M
- bombe cu dispersie RBK-250 sau RBK-500
- 2 rachete aer-aer pentru autoapărare de tipul R-60 sau R-60MK, variantele mai noi și rachete R-73E

## Variante
- Su-19 Fencer, Prototip 1969.
- Su-24 Fencer A, versiune îmbunătățită.
- Su-24 Fencer B, noi îmbunătățiri și apariția unei parașute în coadă.
- Su-24 Fencer C, sistem electronic nou.
- Su-24M Fencer D, versiune principală, introducerea sistemului radar de urmărire a terenului, cu sistem de atac cu alegerea preferențială a țintelor.
- Su-24MR Fencer E, versiune de recunoaștere.
- Su-24MP Fencer F, versiune de recunoaștere electronică și luptă antiradar.
- Su-24MK, versiune a lui Su-24M destinată exportului.

## Operatori
Algeria:

Utilizatori Su-24 în 2015 (albastră). Foști utilizatori (roșie).

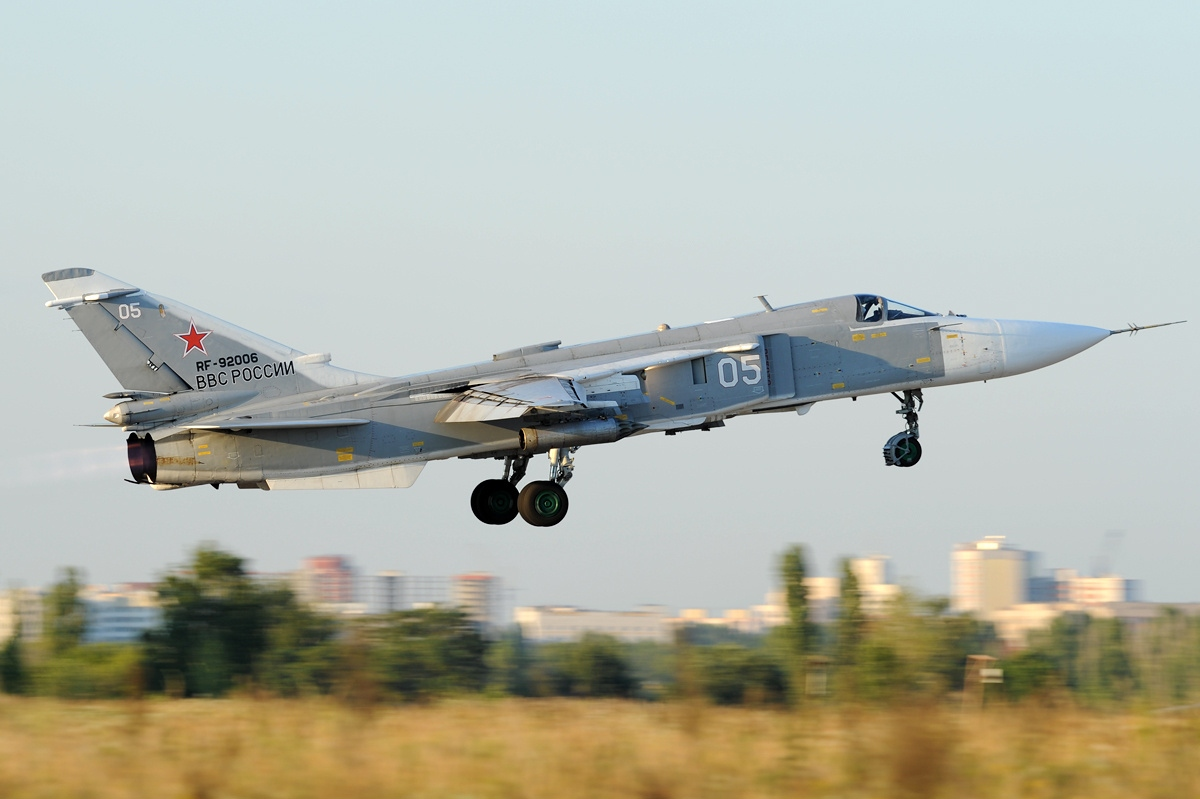
Su-24M2 al Forțelor Aeriene Ruse.

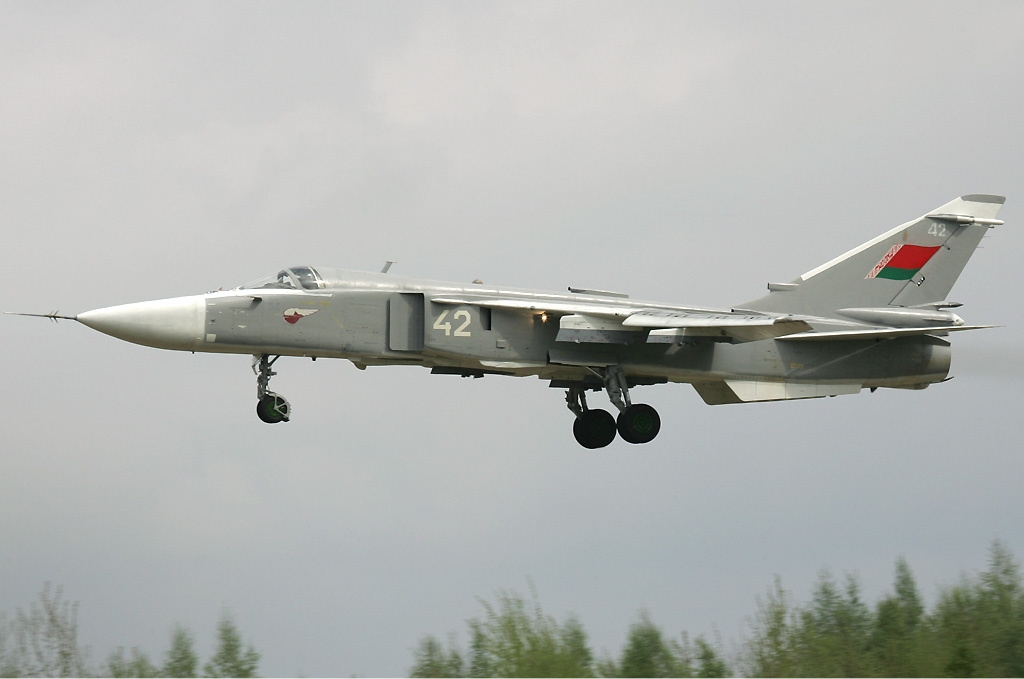
Su-24MR al Forțelor Aeriene Belaruse.

- 23 buc. Su-24MK, unele îmbunătățite la standardul M2.
- 4 buc. Su-24MR.[5][6][7][8]

 Iran:
- 30 buc. Su-24MK erau în serviciu în ianuarie 2013.[9]
- 24 buc. Su-24 au fost evacuate din Irak în 1991 cu ocazia Războiului din Golf și puse în serviciu în Iran.

 Kazahstan:
- 25 buc. Su-24 se află în serviciu.[10]

 Rusia: 
- Forțele Aeriene Ruse În 2011 erau în serviciu[11]: 
  - 251 buc. Su-24M
  - 40 buc. Su-24M2
  - 79 buc. Su-24MR
- Aviația Navală Rusă În 2011 erau în serviciu[12]:
  - 18 avioane

 Siria:
- 22 buc. Su-24MK dintre care în ianuarie 2013 erau în serviciu 20 buc.[9]

 Sudan:
- 12 buc. Su-24 primite din Belarus în 2013.[13]

 Ucraina: 
- 120 buc. Su-24. Doar 25 în serviciu.[14]

## Incidente
- Doborârea avionului Suhoi Su-24 din 2015

### Avioane comparabile
- F-111 Aardvark
- Tornado IDS
- SEPECAT Jaguar
- Xian JH-7